# 엘 아모르 인벤시블레
《엘 아모르 인벤시블레》(스페인어: El amor invencible)는 2023년 방영된 멕시코의 텔레노벨라이다.